# Espectroscopia UV/visível

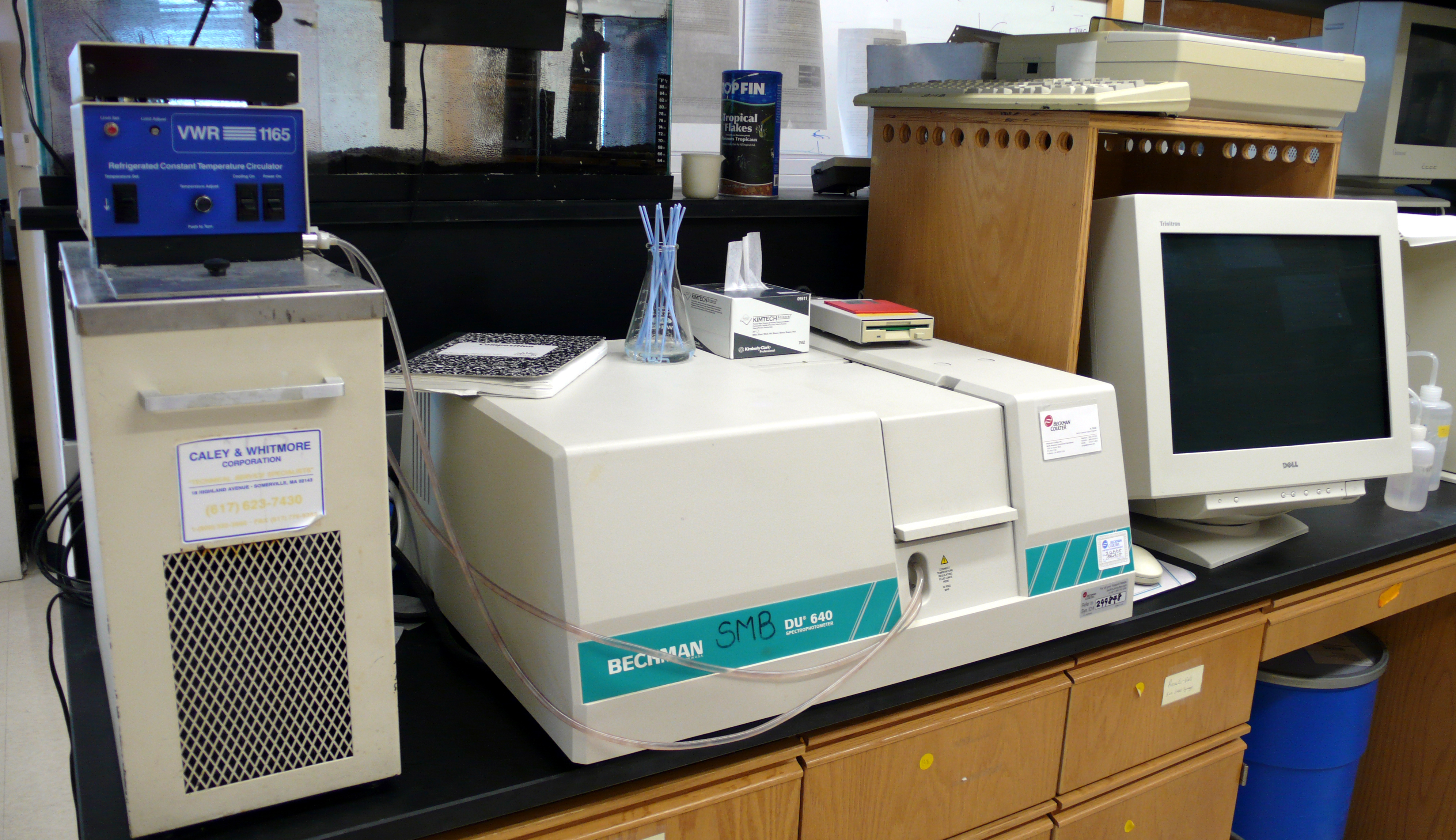
Espectrometro Beckman DU640 UV/Vis.

A espectroscopia no ultravioleta visível ({\displaystyle UV/VIS}) envolve a espectroscopia de fótons (espectrofotometria). Ela utiliza luz na faixa do visível, do ultravioleta ({\displaystyle UV}) próximo e do infravermelho próximo. Nessas faixas de energia as moléculas sofrem transições eletrônicas moleculares.

## Lei de Beer-Lambert
O método utilizado para determinar de um modo quantitativo a concentração de substâncias em solução que absorvem radiação, é usando a Lei de Beer-Lambert:
{\displaystyle A=-\log _{10}({\frac {I}{I_{0}}})=\epsilon \cdot c\cdot L},
onde {\displaystyle A} é a absorbância medida, {\displaystyle I_{0}} é a intensidade da luz incidente a um dado comprimento de onda, {\displaystyle I} é a intensidade transmitida pela amostra, {\displaystyle L} é o caminho óptico pela amostra (distância que a luz percorreu por ela), ε é uma constante conhecida como absorbtividade molar (a qual varia de substância para substância), e {\displaystyle c} é a concentração da substância em ({\displaystyle {\frac {mol}{L}}}).
A absorvância e {\displaystyle \epsilon } às vezes são definidos em termos do logaritmo natural em vez do logaritmo na base {\displaystyle 10}. A concentração também pode ser dada em ({\displaystyle {\frac {g}{L}}}) onde em vez de {\displaystyle \epsilon } e utilizado a (absorbtividade), onde temos a relação entre {\displaystyle \epsilon } e a dada pela formula:
{\displaystyle \epsilon =a\cdot MM}
onde {\displaystyle MM} é a massa molecular da substancia analisada

### Desvios da Lei de Beer-Lambert
Desvios Reais: São desvios que ocorrem devido às interações dos centros absorventes e a variação do índice de refração.
Na derivação da Lei de Beer admitimos que os centros absorventes não tem interações entre si ou com outras espécies presentes na solução isso faz com que a Lei de Beer tenha caracter de uma lei limite aplicada principalmente para soluções diluidas({\displaystyle <10^{-2}}). Essa interação altera a distribuição de cargas na espécie absorvente, modificando a energia necessária para sua excitação, portanto a posição, a forma e a altura da banda de absorção podem sofrer alterações.
Outro Desvio Real da Lei de Beer é a possibilidade de haver uma variação do índice de refração {\displaystyle n} da solução com a concentração. Isso decorre do fato de ε depender do índice de refração da solução. Para soluções de baixas concentrações {\displaystyle n} é constante, porém pode variar consideravelmente para soluções com concentrações mais altas. Desvios superiores {\displaystyle 0,01~\%} somente são observados para soluções cujas concentrações sejam superiores a {\displaystyle 10^{-2}}
Desvios Aparentes: podem ser classificados em:
1. Desvios Químicos: aqueles que ocorrem devido a associação ou dissociação da espécie absorvente ou então o constituinte não é completamente convertido em uma única espécie absorvente
2. Desvios Instrumentais: são desvios que ocorrem devido ao instrumento utilizado na medição da absorbância.

- Largura finita da faixa espectral escolhida.
- Radiação estranha refletida dentro do equipamento que alcançou o detector.
- Variação da resposta do detector.
- Flutuação da fonte.

## Espectrofotômetro UV/Visível

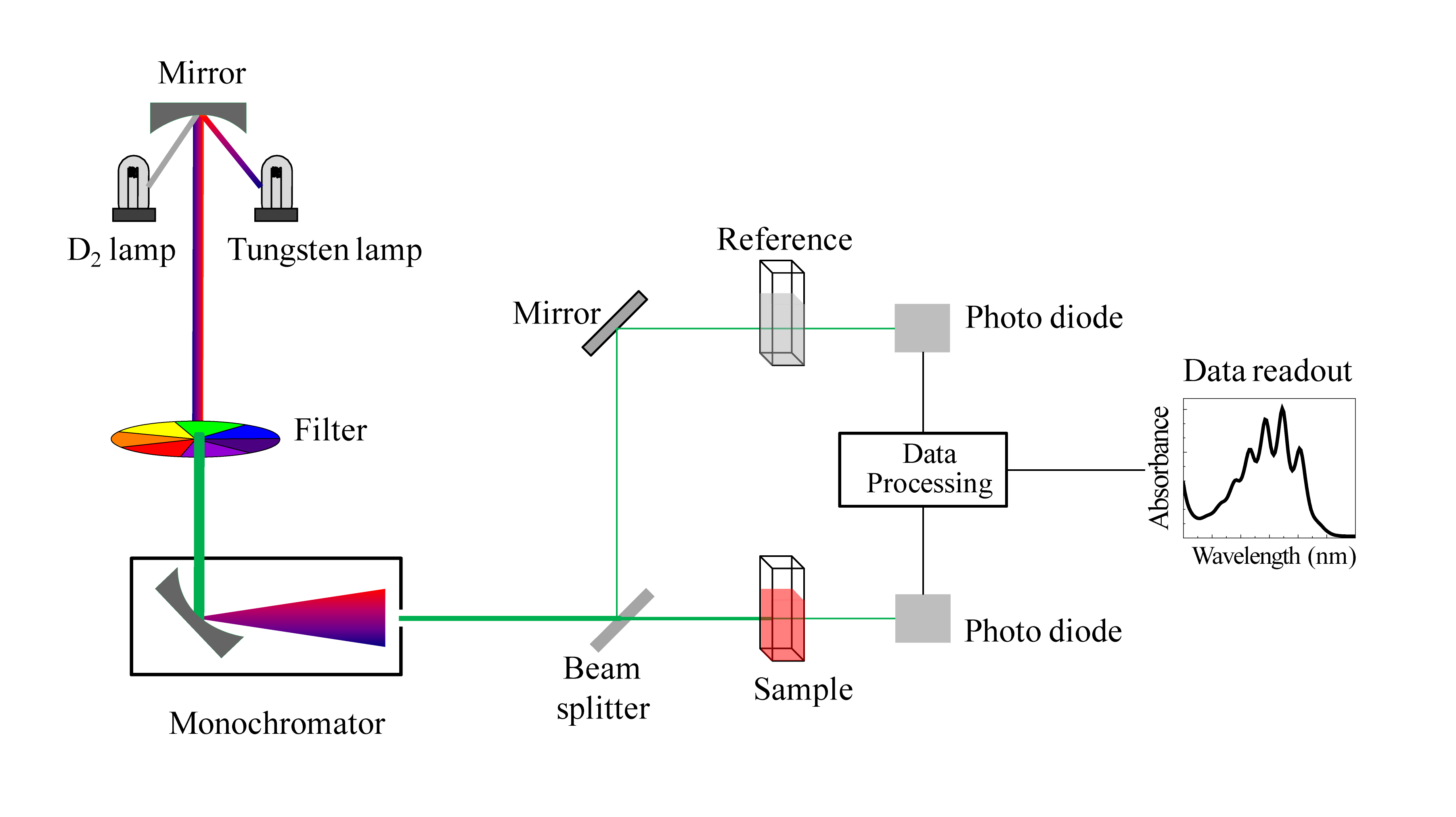
Esquema de um espectrómetro UV- visível

O instrumento usado na espectroscopia UV/VIS é chamado de espectrofotômetro. Para se obter informação sobre a absorção de uma amostra, ela é inserida no caminho óptico do aparelho. Então, luz UV e/ou visível em um certo comprimento de onda (ou uma faixa de comprimentos de ondas) é passada pela amostra. O espectrofotómetro mede o quanto de luz foi absorvida pela amostra. A intensidade da luz antes de passar pela amostra é simbolizada por {\displaystyle I_{0}}, e a intensidade da luz depois de passar pela amostra é simbolizada por {\displaystyle I}. A transmitância da amostra é definida pela razão ({\displaystyle {\frac {I}{I_{0}}}}), a qual normalmente é expressa em porcentagem de transmitância ({\displaystyle T~\%}). A partir dessa informação, a absorvância da ambos é determinada para esse certo comprimento de onda ou como uma função de uma faixa de comprimentos de onda. Os espectrofotômetros mais sofisticados normalmente fazem isso automaticamente. Existem dois tipos de espectofotometros: de feixe simples e de feixe duplo.
Apesar de as amostras poderem ser sólidas (ou mesmo gasosas), elas usualmente são líquidas. Uma cela transparente (ou seja, que não absorve radiação na faixa de comprimentos de onda usada), comumente chamada de cuvete, é enchida com a amostra líquida e inserida no espectrofotómetro. O caminho óptico {\displaystyle L} pela amostra é então a largura da cuvete. Espectrofotómetros mais simples (económicos) usam cuvetes com a forma cilíndrica (tubos de ensaio), porém, os mais sofisticados usam cuvetes retangulares, geralmente com uma largura de {\displaystyle 1~cm}. Para espectroscopia apenas no visível, simples cuvetes de vidro podem ser usadas, porém a espectroscopia no ultravioleta requer cuvetes especiais feitas de um material que (ao contrário do vidro) não absorva luz UV, como o quartzo.

## Espectro ultravioleta-visível

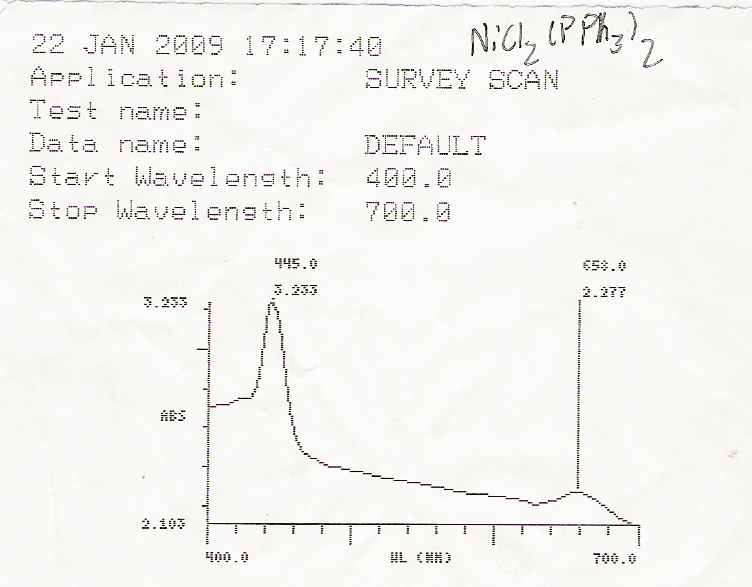
Um exemplo de gráfico obtido de um espectrofotômetros UV/VIS, no caso em questão, uma amostra de Bis Trifenilfosfina de Cloreto de níquel (II)

Um espectro ultravioleta-visível é essencialmente um gráfico (ou plotagem) da absorbância versus o comprimento de onda na faixa do ultravioleta e/ou visível. Tal espectro pode facilmente ser produzido pelos espectrofotômetros mais sofisticados. O comprimento de onda é frequentemente representado pelo símbolo {\displaystyle \lambda }. Da mesma forma, para uma dada substância,um gráfico {\displaystyle \epsilon } vs. {\displaystyle \lambda } pode ser feito ou usado se um já está disponível. Para uma dada substância, o comprimento de onda no qual ocorre o máximo de absorção é chamado de {\displaystyle \lambda _{max}}  (lê-se lambda máximo). 

## Tipos de espectrofotômetros
Em um espectrofotômetro UV/VIS de feixe simples a luz passa pela amostra. Em um de feixe duplo a luz passa por um divisor de feixe o qual alternadamente direciona o feixe de luz para a amostra ou para uma cela de referência várias vezes por segundo.

### Espectrofotômetros UV/ VIS mais comuns
A seguir está uma lista dos espectrofotômetros UV/VIS mais usados:
- Glomax Discover
- Glomax Explorer
- PG T60
- PG T70
- PG T80
- PG T90
- Jasco V630 (Geral)
- Jasco V630Bio(Análises Biológicas)
- Jasco V650 (Alta resolução)
- Jasco V660 (Baixa luz espúria)
- Jasco V670 (UV-VIS-NIR)
- GBC Cintra 101
- GBC Cintra 202
- GBC Cintra 303
- GBC Cintra 404
- Spectronic GENESYS 10
- Spectronic GENESYS 20
- Spectronic GENESYS 6
- Spectronic AquaMate
- Spectronic BioMate 3
- Spectronic BioMate 5
- Nicolet Evolution 100
- Nicolet Evolution 300
- Nicolet Evolution 600
- Libra S21 / S22
- Libra S32 / Libra S32 PC
- Libra S5
- UV-Visível série Libra S11 / S12
- Shimadzu UV-Mini 1240
- Shimadzu UV-1800
- Shimadzu UV-2600/2700
- Shimadzu UV-3600
- Gehaka 380G UV-VIS
- Gehaka 340G VIS